# Баболь (шагрестан)
36°30′00″ пн. ш. 52°35′00″ сх. д. / 36.5° пн. ш. 52.583333333333° сх. д.
Баболь (перс. شهرستان بابل) — шагрестан (округ) в провінції Мазандеран на півночі Ірану. Адміністративний центр — місто Бабол.
Згідно з переписом 2006 року населення шагрестану становило 464 538 осіб у 125 187 домогосподарствах. Наступний перепис 2011 року налічував 495 472 особи у 149 320 домогосподарствах. За даними перепису 2016 року, населення округу становило 531 930 осіб у 174 351 домогосподарстві.
У 19 столітті Бабольський шагрестан називався Барфоруш.

## Адміністративний поділ
Шагрестан включає шість районів, 13 сільських районів і сім міст.
| Адміністративний поділ                                   | 2006    | 2011    | 2016    |
| -------------------------------------------------------- | ------- | ------- | ------- |
| Центральний бахш                                         | 287 006 | 314 794 | 349 098 |
| Есбу-Кола                                                | 16 319  | 18 310  | 18 709  |
| Фейзієх                                                  | 24,073  | 25,451  | 26 670  |
| Гандж-Афруз                                              | 22 792  | 23 480  | 23 024  |
| Аміркола (місто)                                         | 25,186  | 28 086  | 30 478  |
| Бабол (місто)                                            | 198,636 | 219,467 | 250,217 |
| Бабол-Кенар                                              | 24 946  | 25 069  | 25,170  |
| Бабол-Кенар                                              | 16 990  | 16 515  | 15 815  |
| Дераз-Кола                                               | 7 431   | 7 999   | 8 487   |
| Марзікола (місто)                                        | 525     | 555     | 868     |
| Бандпей-е Гарбі                                          | 25 577  | 25 876  | 26 233  |
| Хвош-Руд                                                 | 11 758  | 11 878  | 11 309  |
| Шахідабад                                                | 10 879  | 10 681  | 9 182   |
| Хуш-Рудпей (місто)                                       | 2 940   | 3 317   | 5 742   |
| Бандпей-е Шаркі                                          | 32 522  | 33 508  | 35 232  |
| Фірузджах                                                | 3 201   | 3 019   | 2 600   |
| Саджадруд                                                | 26 809  | 27 846  | 25 724  |
| Галугах (місто)                                          | 2 512   | 2 643   | 6 908   |
| Гатаб                                                    | 45 104  | 46 041  | 47 054  |
| Гатаб-е Джонубі                                          | 14 743  | 14 955  | 15 030  |
| Гатаб-е Шомалі                                           | 23 405  | 23 844  | 24 650  |
| Гатаб (місто)                                            | 6 956   | 7 242   | 7 374   |
| Лалехабад                                                | 49 383  | 50 184  | 49 142  |
| Карипей                                                  | 31 761  | 31 971  | 27 828  |
| Лалехабад                                                | 17 197  | 17 790  | 17 323  |
| Заргар (місто) 1                                         | 425     | 423     | 3 991   |
| Всього                                                   | 464 538 | 495 472 | 531 930 |
| 1Після перепису 2016 року назва змінена з Заргармахеллех |         |         |         |